# Nördliche Loloda-Inseln
Die Nördlichen Loloda-Inseln (indonesisch Kepulauan Loloda Utara) sind eine indonesische Inselgruppe in den Molukken. Die Inselgruppe bilden den Distrikt (indonesisch Kecamatan) Loloda Kepulauan (deutsch Loloda-Inseln) des Regierungsbezirks (indonesisch Kabupaten) Nordhalmahera (indonesisch Halmahera Utara) in der Provinz Nordmolukken (indonesisch Maluku Utara).

## Geographie
Die Nördlichen Loloda-Inseln liegen nordwestlich vor der Küste der Insel Halmahera.
Die größte Insel des Archipels ist Doi im Norden der Inselgruppe. Südlich davon befinden sich Tuakara (Tua Kara), die kleinste der Hauptinseln, Dagasuli und schließlich Salangadeke (auch Tobo Tobo). Dazu kommen noch eine Reihe von kleinen Eilanden, so Sedeng und Deherete vor der Nordküste Dois und andere.

## Einwohner
Hauptort auf Doi ist Salube an der Südküste. Hier leben 1451 Einwohner (Zensus 2010). Zu dem Ort gehört die gesamte Ostküste der Insel. In Dama im Südwesten wohnen 1.325 Menschen. Westen und Norden der Insel gehören zum Dorf Dowonggila, das 303 Einwohner hat. Im Nordwesten leben in Cera 350 Menschen.
Auf Dagasuli liegen die Dörfer Dagasuli (Zentrum) mit 566, Dedeta (mittlerer Osten) mit 609, Fitako (Osten) mit 360, und Jikolamo (Westen) mit 186 Einwohnern. Auf Salangadeke leben im gleichnamigen Dorf 688 Menschen. Tuakara hat 126 Bewohner.

## Fauna
65 verschiedene Vogelarten sind von den Nördlichen Loloda-Inseln bekannt.
Für die Region endemisch gelten das Wallace-Großfußhuhn (Eulipoa wallacei), das Großfußhuhn (Megapodius freycinet), die Sundafruchttaube (Ducula rosacea), die Blaukappen-Fruchttaube (Ptilinopus monacha), der Halmaherahabicht (Accipiter henicogrammus), der Rotnackensperber (Accipiter erythrauchen), der Lasurliest (Todiramphus diops) und der Molukkenstar (Aplonis mysolensis).
Als gefährdet wurden eingestuft das Wallace-Großfußhuhn, der Matsudairawellenläufer (Hydrobates matsudairae) und der Große Knutt (Calidris tenuirostris). Potenziell gefährdet sind nach IUCN Inselfruchttaube, Blaukappen-Fruchttaube, Weißgesicht-Sturmtaucher (Calonectris leucomelas), Orient-Schlangenhalsvogel (Anhinga melanogaster), Pfuhlschnepfe (Limosa lapponica), Uferschnepfe (Limosa limosa), Rotkehl-Strandläufer (Calidris ruficollis), Grauschwanz-Wasserläufer (Tringa brevipes), Halmaherahabicht und Rotnackensperber.

## Tourismus
Abseits der ausgetretenen Pfaden gibt es hier rund um die Inseln einige Tauchplätze mit Korallenriffen und Unterwasserhöhlen.